# София фон Анхалт
София фон Анхалт (на немски: Sofie von Anhalt; † между 23 ноември/28 ноември 1272 и 5 януари/15 януари 1274) от род Аскани е принцеса от Анхалт и чрез женитби херцогиня на Мерания, графиня на Регенщайн и господарка на Хадмерслебен.
Тя е дъщеря на княз Хайнрих I фон Анхалт († 1251/1252) и съпругата му Ирмгард от Тюрингия († ок. 1244), дъщеря на ландграф Херман I от Тюрингия († 1217) и втората му съпруга София фон Вителсбах († 1238). Най-големият ѝ брат Хайнрих II (1215 – 1266) е княз на Анхалт-Ашерслебен.

## Фамилия
София фон Анхалт се омъжва сл. 7 май 1231 г. за херцог Ото I фон Андекс от Мерания († 7 май 1234), вдовец на Беатрис II Бургундска фон Хоенщауфен († 7 май 1231), най-големият син на херцог Бертхолд IV фон Андекск († 1204) и Агнес фон Рохлиц от Ветин († 1195). Двамата нямат деца.
София фон Анхалт се омъжва втори път сл. 1235 г. за граф Зигфрид I фон Регенщайн († 12 март 1240/1245), син на граф Хайнрих I фон Бланкенбург-Регенщайн († сл. 1245) и съпругата му фон Полебен (* ок. 1156). Те имат две деца:
- Ода († 28 август 1283), омъжена за граф Конрад II фон Вернигероде († 1 юни 1298)
- Хайнрих II фон Регенщайн (IV) († 24 юли 1284 или 15 март 1285), граф на Регенщайн, женен I. за фон Волденберг († ок. 1274), II. сл. 1274 г. за Бия фон Верберг († сл. 1289)

София фон Анхалт се омъжва трети път сл. 28 май 1245 г. за Ото III фон Хадмерслебен Млади († пр. 1280), син на Ото фон Хадмерслебен 'Стари', господар на Хадмерслебен († 1275/1276) и Юта фон Бланкенбург († 1265). Те имат една два сина:
- Гардун фон Хадмерслебен († 1335), женен пр. 1300 г. за графиня Лутгардис фон Регенщайн († 7 септември 1321), дъщеря на граф Албрехт I фон Регенщайн († 1284/1286) и София фон Липе († 9 януари 1290)
- Ото фон Хадмерслебен († сл. 1293)